# 引き離すもの (クルアーン)
『引き離すもの』とは、クルアーンにおける第79番目の章（スーラ）。46の節（アーヤ）から成る。マッカ啓示に分類される。

## 内容
冒頭の「荒々しく（罪深い者の魂を）引き離すものにおいて（誓う）」に因んでこの題名が付けられている。
不信者に対する審判の日における罰について述べられる。